# Nowogrodziec
Nowogrodziec (en alemán: Naumburg am Queis) es un municipio urbano-rural y una localidad del distrito de Bolesławiec, en el voivodato de Baja Silesia (Polonia).

## Geografía
Se encuentra en el suroeste del país, a unos 15 km al suroeste de Bolesławiec, la capital del distrito, y a unos 116 al oeste de Breslavia, la capital del voivodato. El municipio limita con otros siete —Bolesławiec, Gryfów Śląski, Lubań, Lwówek Śląski, Osiecznica, Pieńsk y Węgliniec— y tiene una superficie de 176,29 km², 16,1 correspondientes a la zona urbana —la localidad de Nowogrodziec— y 160,19 a la zona rural —que abarca las localidades de Czerna, Gierałtów, Godzieszów, Gościszów, Kierżno, Milików, Nowa Wieś, Parzyce, Wykroty, Zabłocie, Zagajnik y Zebrzydowa—.

## Demografía
En 2011, según la Oficina Central de Estadística polaca, el municipio tenía una población de 15 000 habitantes, 4025 en la localidad de Nowogrodziec y 10 975 en la zona rural.